# Руткович, Иван
Иван Рутко́вич (около 1650 — начало XVIII века) — выдающийся мастер живописи эпохи украинского барокко. Иконописец.

## Биография
Относительно места рождения и первых лет жизни мастера, существует несколько гипотез. На ранних известных своих произведениях Рутко́вич подписался как художник белокаменецкий, то есть из городка Белый Камень, расположенного недалеко от Золочева (ныне Золочевского района Львовской области Украины). Это дало основание некоторым учёным утверждать о происхождении мастера именно из этой местности.
В 1670 годах обучался и работал под руководством художника Романа Могильницкого в Каменке Струмиловой (теперь — г. Каменка-Бугская). Сохранились документы, что Руткович женился на служанке учителя Романа Могильницкого — Еве, которая была значительно старше молодого художника и уже дважды была вдовой. Впоследствии этот неравный брак, который кроме того состоялся с нарушениями церковных правил, был признан недействительным. Известно также о сыне живописца — Михаиле Рутковиче, также художнике, имя которого упоминается с 1724 до 1756 года.

## Творчество

Икона «Христос Пантократор» Ивана Рутковича похищенная в январе 2012 на Львовщине

Первые упоминания об Иване Рутковиче, как самостоятельном мастера датируются 1680 годом. Тогда им был создан иконостаса в с. Волица-Деревлянская, неподалёку от г. Буска. Над этим иконостасом Руткович работал около двух лет (центральная икона иконостаса «Моление» датирована 1682 годом). К этому периоду творчества Ивана Рутковича относятся также икона «Моление» (1680) из иконостаса в с. Воля-Высоцкая (дополнение к более древнему трёхъярусному иконостасу неизвестного мастера, датированного 1655 г.), и иконы «Моление с портретами основателей» с. Потелич (1682).
Все эти произведения раннего периода творчества Ивана Рутковича свидетельствуют о значительном росте его таланта с первых датированных произведений мастера — пределе Волицкого иконостаса и иконы «Моление» в Воле-Высоцкой до икон, датированных 1682—1683 годами, например икона «Моление» из той же Волицы-Деревлянской и известная лишь по фотографиям икона «Рождество Богородицы» (1683).
После этого раннего периода, продолжавшегося от 1680 до 1683, наступает определённый пробел до 1688 года в сведениях о мастере, который работал преимущественно в Жолкве. 1688-м годом датирован его апостольский ряд иконостаса в с. Воле-Высоцкой, к которому иконописец в 1680 создал икону «Моление». В 1689 для этого ансамбля Иван Руткович выполнил дьяконские двери с изображением архангела Михаила и икону «Богородицы Воплощение». Вероятно, к тому же времени происходят и картуши с изображениями пророков и «Распятие с предстоящими». В период работы над дополнениями к иконостасу в Воле-Высоцкой Иван Руткович предстаёт уже, как сложившийся художник-иконописец.
1689 годом датируются и два других иконостаса — в с. Марошанки (присёлок Волицы Деревлянской) и для церкви св. Параскевы в с. Крехов. В иконах этого иконостаса во многом чувствуется влияние Ивана Рутковича, однако они значительно уступают мастерством по сравнению с другими известными произведениями этого художника. Поэтому, их принято считать работами мастерской Рутковича, которая очевидно уже действовала на конец 1680-х гг.
Следующий период творчества — с 1689 до 1697 года — снова почти неизвестен. Из архивных документов видно, что Иван Руткович в 1694 работал во Львове в монастыре св. Бонифратия. Кроме того, сохранилась подписанная мастером и датирована 1693 годом икона св. Димитрия из одноимённой церкви с. Збоиско (пригород Львова). Эти данные указывают на активность Ивана Рутковича вне Жолквы, в частности во Львове и Унове.
В Национальном музее имени Андрея Шептицкого во Львове хранится икона «Богородицы Одигитрии», вероятно, авторства Ивана Рутковича, исходящая из Святоуспенской Уневской Лавры и датированная 1696 годом. 1697 годом датируется икона «Христа Вседержителя» из соседнего с Уневом с. Солова. Также из расположенного неподалёку Унева — с. Митулина относится последнее известное датированное произведение Ивана Рутковича — «Богородица Одигитрия» (1700).
Работал мастер и для королевской резиденции, которая во времена правления короля Речи Посполитой Яна III Собеского находилась в Жолкве в королевском замке-дворце. Работая в замке (непосредственно имя Ивана Рутковича упоминается в счетах королевской канцелярии) на реставрационных работах, копировании картин, золочении и других отделочных работах, он имел возможность пользоваться богатейшей коллекции живописи короля и учиться на полотнах европейских художников.
Иван Руткович, сохраняя многовековые украинско-византийские иконописные традиции, используя большое эмоциональное влияние колористики, сумел бережно использовать новые западноевропейские элементы, почерпнутые, преимущественно, с голландских гравюр.
В январе 2012 на Львовщине из деревянной церкви Вознесения Господня, памятника архитектуры национального значения в селе Волице-Деревлянской Буского района, были похищены четыре уникальные иконы XVII века, написанные Иваном Рутковичем — иконы Святого Николая, Богородицы Одигитрии, Христа Пантократора и Вознесения Господнего.